# Giovanni Fidanza
Giovanni Fidanza (Bergamo, 27 settembre 1965) è un dirigente sportivo ed ex ciclista su strada italiano.
Professionista dal 1988 al 1997, ottenne una vittoria di tappa al Giro d'Italia e una al Tour de France. Dal 1998 al 2011 è stato direttore sportivo di squadre professionistiche maschili, mentre dal 2018 è alla guida del team femminile Eurotarget/Isolmant.

## Carriera
Velocista, Fidanza passò professionista nell'ottobre 1988 con la Chateau d'Ax di Gianluigi Stanga. Nei due anni seguenti riuscì ad imporsi in una tappa sia al Tour de France, nel 1989, che al Giro d'Italia, nel 1990. Nella "Corsa rosa" del 1989 vinse invece la maglia ciclamino della classifica a punti. Fra i risultati di rilievo spiccano anche il secondo posto nel Trofeo Laigueglia nel 1990 e le vittorie in due tappe del Tour de Romandie e in una della Tirreno-Adriatico. Si ritirò dalle corse nel 1997, dopo una stagione alla Saeco-Estro.
Dopo il ritiro ha svolto l'attività di direttore sportivo per numerose squadre professionistiche maschili, tra cui il Team Polti (dal 1998 al 2000) e la Telekom/T-Mobile (dal 2003 al 2006). Nel 2007 è stato fondatore della Still Bike, formazione giovanile in cui hanno poi gareggiato anche le figlie Arianna e Martina; nel 2015 è invece direttore sportivo del team Women's ALÉ-Cipollini, dirigendo sempre la figlia Arianna, come pure nel 2017 alla guida dell'Astana Women's Team. Nel 2018 è alla guida della nuova Eurotarget-Bianchi-Vitasana, dirigendo ancora Arianna e facendo debuttare tra le Elite la figlia Martina; la formazione è nota dal 2021 come Isolmant-Premac-Vittoria.

## Palmarès
- 1987 (dilettanti)

Giro delle Tre Province (Limito di Pioltello)
- 1988 (dilettanti)

Coppa San Geo
13ª tappa Corsa della Pace
- 1989 (Château d'Aux, tre vittorie)

19ª tappa Tour de France (Aix-les-Bains > L'Isle-d'Abeau)
2ª tappa Vuelta a Venezuela
4ª tappa Vuelta a Venezuela
- 1990 (Château d'Aux, una vittoria)

1ª tappa Giro d'Italia (Bari > Sala Consilina)
- 1993 (Gatorade, due vittorie)

3ª tappa Tirreno-Adriatico (Ferentino > Avezzano)
5ª tappa Tour de Romandie (Vevey > Ginevra)
- 1994 (Team Polti, una vittoria)

Continentale Classic
- 1995 (Team Polti, una vittoria)

4ª tappa, 2ª semitappa Tour de Romandie (Avenches, cronometro)

### Altri successi
- 1989 (Château d'Aux)

Classifica a punti Giro d'Italia

## Piazzamenti

### Grandi Giri
- Giro d'Italia

1989: 110º
1990: 133º
1991: 110º
1992: 118º
1994: 74º
1995: 94º
- Tour de France

1989: 127º
1990: 147º
1989: 103º
1993: 125º
1994: 110º
1995: 108º
- Vuelta a España

1991: 116º

### Classiche monumento
- Milano-Sanremo

1990: 73º
1991: 55º
1992: 75º
1993: 162º
1994: 151º
1995: 19º
1996: 79º
- Giro delle Fiandre

1989: 23º
1990: 20º
1992: 101º
1993: 56º
1995: 25º
1996: 48º
- Parigi-Roubaix

1990: 86º
1992: 27º
1994: 17º
1995: 74º
- Giro di Lombardia

1992: 22º
1995: 45º